# Stillwater (Minnesota)
Stillwater település az Amerikai Egyesült Államok Minnesota államában, Washington megyében, melynek megyeszékhelye is. Lakosainak száma 19 394 fő (2020. április 1.).

## Népesség
A település népességének változása:

| 2010 | 18 225 |
| 2020 | 19 394 |